# Mașina timpului

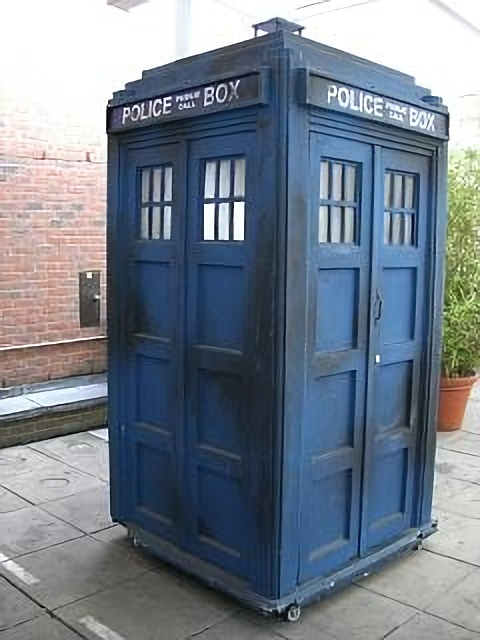
Maşina timpului din filmul serial
Doctor Who

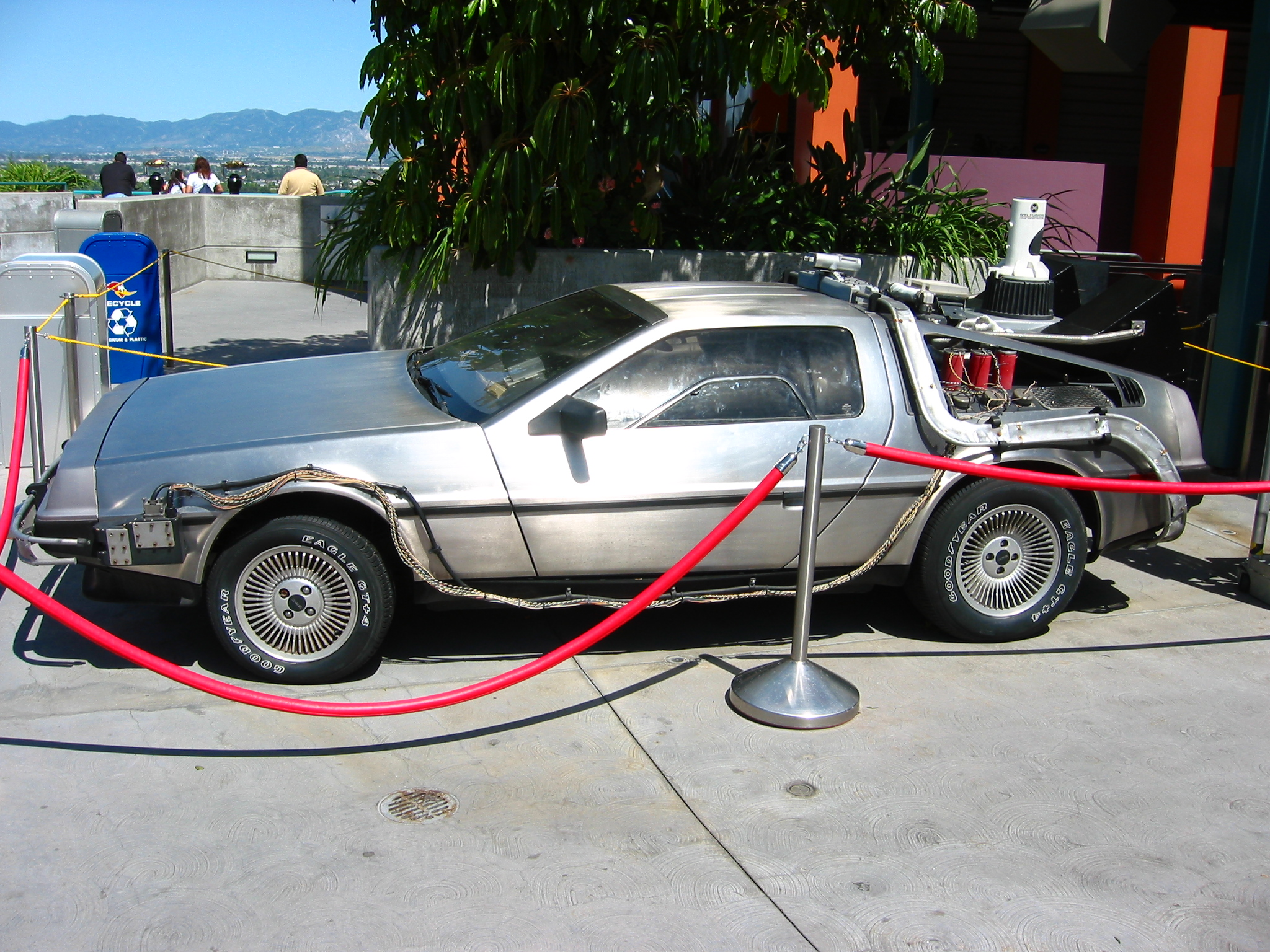
Maşina timpului DeLorean (en. Maşina timpului DeLorean) din filmele
Înapoi în viitor, Înapoi în viitor II și Înapoi în viitor III

Mașina timpului este o mașină imaginară cu care se poate călători în timp, spre viitor sau în trecut. Aceste mașini imaginare sunt preferate de spectatori, care zboară în timp și spațiu, permițând călătorii fictive în trecut sau viitor. Ideea aceasta preocupă însă în mod serios oamenii de știință, care au preluat ideea propagată de Albert Einstein, cu privire la dilatarea sau contractarea timpului, care este considerat un vector ca și spațiul.. Cunoștințele tehnice actuale nu pot realiza o astfel de mașină, care rămâne mai departe un vis al omenirii.

## În știință
În 1948 Kurt Gödel a găsit o soluție pentru ecuațiile lui Einstein de câmp gravitațional care descriu rotația Universului. Călătorind prin spațiul unui astfel de univers un astronaut poate ajunge în trecut. Într-un astfel de univers, lumina (și, în consecință, prin relația de cauzalitate, și obiectele) vor fi implicate în mișcare de rotație, care va permite obiectelor materiale să parcurgă o traiectorie închisă nu numai în spațiu, dar și în timp. Nu există nici o dovadă științifică că universul nostru se află într-o stare de rotație. Cu toate acestea, rezultatul obținut de Gödel a arătat că teoria relativității nu exclude o mișcare înapoi în timp. Într-adevăr, Einstein însuși, a fost nedumerit de acest fapt.

### Univers rotativ
Un univers rotativ este o idee care amintește de astrologia antică, care a imaginat observatori grupați pe pământ și sfera celestă rotindu-se în jurul lor. Dar, în concepția lui Gödel, galaxiile nu sunt singurele lucruri aflate în mișcarea de rotație. Orice altceva aparținând Universului participă la această mișcare. Galaxiile se rotesc, și odată cu ele, spațiul și timpul. La fel cum un univers aflat în expansiune generează spațiu și timp, un univers de rotație întoarce spațiul și timpul în jurul lui în spirală. Este aceeași idee despre cum funcționează universul, dar cu un efect diferit. Într-un univers aflat în rotație, de exemplu, călătoria în timp devine posibilă. Prin deplasarea într-un cerc destul de mare în jurul unei axe, la o viteza apropiată de viteza luminii, un observator ar putea prinde coada lui temporală, revenind la punctul său de plecare la un moment dat mult mai devreme decât plecarea sa. Căile necesare sunt cunoscute sub numele de curbe de timp închis (bucle temporale).

## În artă
Denumirea a fost inventată de H. G. Wells în romanul său Mașina timpului (titlu original The Time Machine), pe baza căruia au fost realizate și filmele:
- 1960 - Mașina timpului, regizor George Pal
- 2002 - Mașina timpului, regizor Simon Wells, cu Guy Pearce, Samantha Mumba și Mark Addy